# アントニオ・モレスコ

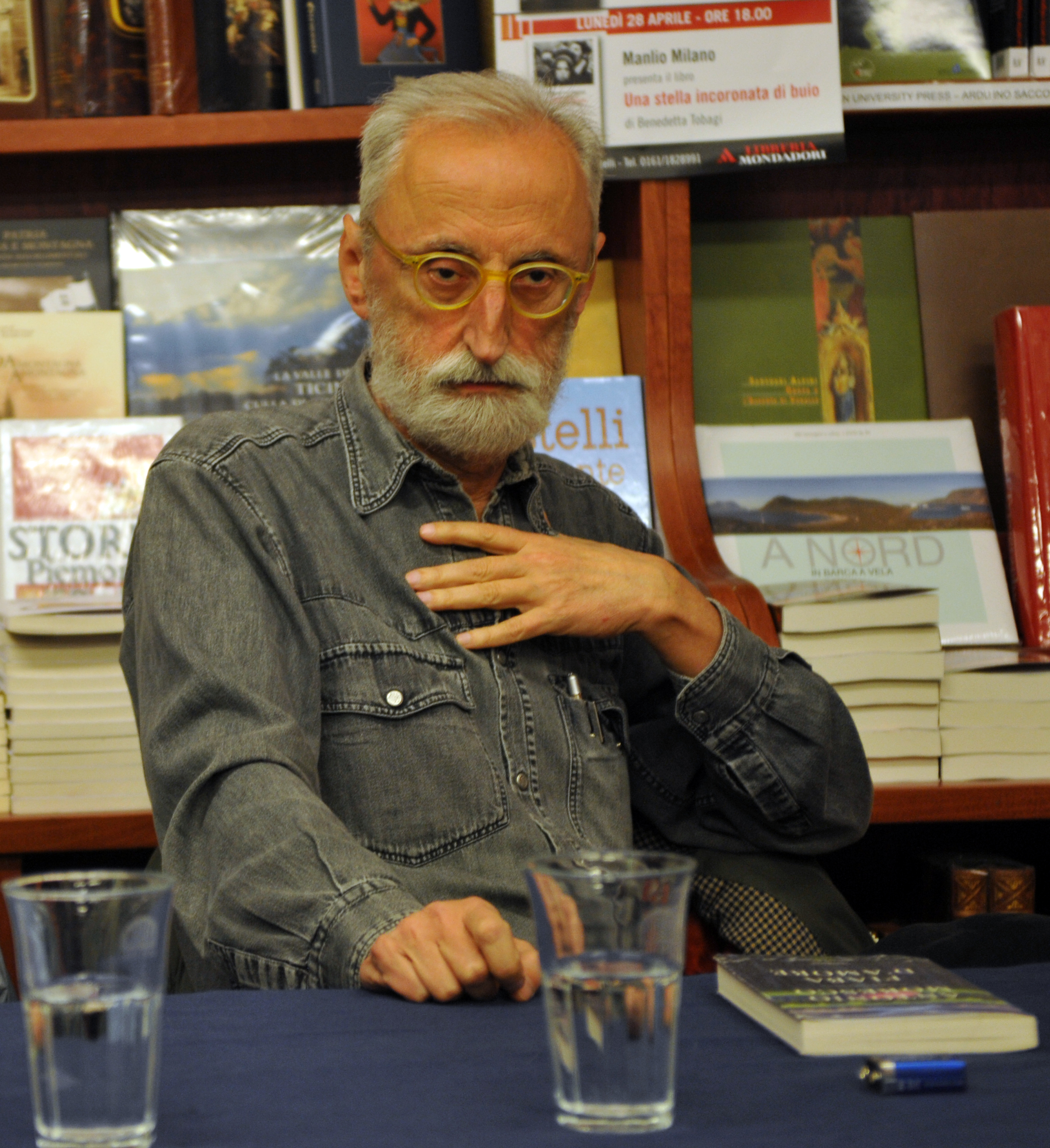
アントニオ・モレスコ

アントニオ・モレスコ（Antonio Moresco, 1947年10月30日 - ）は、イタリアのマントヴァ生まれの作家。

## 人物
急進左派活動を経て、70年代末から執筆活動を開始。1993年、46歳で最初の短篇集『非合法性』を発表する。代表作は、混沌とした空想と現実が交錯する世界を舞台とした長篇小説三部作『永遠の遊戯』（『端緒』（1998年）、『カオスの歌』（2001年）、『非被造物』（2015年）である。
フィクションだけでなく、評論の執筆や文学運動も盛んにおこなっている。2018年の評論集『崇敬と闘争』には、文学という伝統に対する愛情と対立の両義的立場が現れている。閉塞した既存の文壇を批判し、文学の新しい場を作り出す積極的な活動を展開。2001年、９・１１をきっかけとして、ダリオ・ヴォルトリーニと共に、作家や知識人の対話の場《西部戦線で書くこと》を企画し、2002年、同名のアンソロジーを出版した。2003年には、商業出版とは一線を画す表現の場として、文芸ブログ《ナツィオーネ・インディアーナ》を創設する
短編「愛と鏡の物語」は、アンソロジー「どこか、安心できる場所で　新しいイタリアの文学」（国書刊行会, 2019年10月刊）　に所収されている。